# Álvaro Augusto Ribeiro Costa
Álvaro Augusto Ribeiro Costa GCRB • GOMM (Fortaleza, 17 de abril de 1947) é um advogado brasileiro. Foi advogado-geral da União de 2003 a 2007.

## Carreira
Álvaro Ribeiro Costa formou-se em direito pela Universidade Federal do Ceará em 1970. Cursou mestrado em direito público na Universidade de Brasília, tendo concluído os créditos mas não apresentado dissertação.
Mudou-se para Brasília em 1972, e ali atuou como advogado em um escritório próprio até 1985. Foi, também, advogado do Instituto Nacional de Colonização e Reforma Agrária (INCRA).
Em 1975, aprovado em concurso público, foi nomeado procurador da República. Em 2003, já aposentado como subprocurador-geral da República, foi nomeado advogado-geral da União pelo presidente Luiz Inácio Lula da Silva. Em 2004 e 2005, foi respectivamente admitido pelo presidente Lula ao grau de Grande-Oficial especial da Ordem do Mérito Militar e ao grau máximo da Ordem de Rio Branco, a Grã-Cruz suplementar. Exerceu o cargo até 2007, quando foi sucedido por Dias Toffoli.